# Eucharidema
Eucharidema là một chi bướm đêm thuộc họ Geometridae.

## Các loài
- Eucharidema apora
- Eucharidema arfaki
- Eucharidema aroensis
- Eucharidema dichroa
- Eucharidema euanthes
- Eucharidema fractura
- Eucharidema gorgo
- Eucharidema joiceyi
- Eucharidema labyrinthodes
- Eucharidema plesiozona
- Eucharidema princeps
- Eucharidema salahuta
- Eucharidema trichroa